# Alpe Adria Cup
L'Alpe Adria Cup és una competició anual de bàsquet professional per a clubs de l'Europa central. La lliga està formada per equips de set països: Àustria, Croàcia, República Txeca, Hongria, Polònia, Eslovàquia i Eslovènia.

## Historial
| Temporada | Campió         | Resultat      | Finalista          |
| --------- | -------------- | ------------- | ------------------ |
| 2015–16   | Helios Suns    | 66–63         | Zlatorog Laško     |
| 2016–17   | Rieker Komárno | 97–72 / 67–63 | Helios Suns        |
| 2017–18   | Zlatorog Laško | 89–79         | Levickí Patrioti   |
| 2018–19   | Egis Körmend   | 76–67 / 92–71 | Adria Oil Škrljevo |
| 2019–20   | JIP Pardubice  | 89–96 / 96–80 | Armex Děčín        |